# Barbatodon
Barbatodon es un género de mamíferos  del período Cretácico superior. Vivió en Transilvania al mismo tiempo que algunos de los últimos dinosaurios y fue miembro del orden extinto Multituberculata. Está dentro del suborden Cimolodonta y la familia Kogaionidae. 

## Descubrimiento
El género Barbatodon fue nombrado por Rãdulescu R. y Samson P. en 1986.
La especie primaria, Barbatodon transylvanicum, también fue nombrada por Rãdulescu y Samson. Se encontró en estratos que datan del Maastrichtiense (Cretácico Superior) de la Formación Sânpetru en Rumania.
"Según las comparaciones con los m1s de Vãlioara, el holotipo de Barbatodon se considera un m1 de kogaionido", Kielan-Jaworowska y Hurum (2001) lo colocaron tentativamente en el 'grupo de Paracimexomys' informal.
En 2014 se anunció una nueva especie, B. oardaensis La especie ha sido descubierta en Oarda de Jos, Cuenca Haţeg, Transilvania. Se caracteriza por la fórmula de la cúspide M1 3: 4: 2 y es mucho más pequeña que las otras dos especies conocidas.
La mayor parte de Europa estuvo cubierta por mares poco profundos durante el Cretácico Superior, lo que hace que los restos de animales terrestres sean extremadamente raros. Esta ubicación es una de las excepciones y la diversidad de material es impresionante.

## Biología
Al igual que roedores y musarañas modernos - así como los multituberculados taeniolabidoideos relacionados -, Barbatodon presenta pigmentación rojo hierro en sus dientes. Esta distribución es más similar a la observada en musarañas que en roedores o taenilabidoideos, lo que sugiere hábitos insectívoros. En ausencia de mamíferos competidores, Barbatodon y kogaionidos similares muestran un claro ejemplo de especiación insular.